# Френк Вейлі
Френк Ве́йлі (англ. Frank Whaley; 20 липня 1963) — американський актор та режисер.

## Біографія
Френк Вейлі народився 20 липня 1963 року в місті Сірак'юс, штат Нью-Йорк. Батько Роберт Вейлі старший, мати Жозефін. Має брата на ім'я Роберт і двох сестер. Навчався в Державному університі штату Нью-Йорк в Олбані.

## Кар'єра
Дебютував на сцені в Нью-Йорку у виставі «Tigers Wild». З 1987 року почав зніматися на телебаченні та в кіно. Відомий своїми ролями у таких фільмах, як «The Doors» (1991), «Як зробити кар'єру» (1991), «Назад до СРСР» (1992), «Кримінальне чтиво» (1994), «Зламана стріла» (1996), «Провал у часі» (1997).

## Особисте життя
Френк Вейлі одружився з Хізер Буча 5 травня 2001 року, у них народилося двоє дітей.

## Фільмографія

### Фільми
| Рік  |   | Українська назва                    | Оригінальна назва          | Роль                     |
| ---- | - | ----------------------------------- | -------------------------- | ------------------------ |
| 1987 | ф | Будяк                               | Ironweed                   | юний Френсіс Фелан       |
| 1989 | ф | Поле його мрії                      | Field of Dreams            | Арчі Грем                |
| 1989 | ф | Маленькі монстри                    | Little Monsters            | хлопчик                  |
| 1989 | ф | Народжений четвертого липня         | Born on the Fourth of July | Тіммі                    |
| 1990 | ф | Першокурсник                        | The Freshman               | Стів Бушек               |
| 1990 | ф | Холодний собачий суп                | Cold Dog Soup              | Майкл Латчмер            |
| 1991 | ф | The Doors                           | The Doors                  | Роббі Крігер             |
| 1991 | ф | Як зробити кар'єру                  | Career Opportunities       | Джим Джордж              |
| 1991 | ф | Джон Ф. Кеннеді. Постріли в Далласі | JFK                        | Освальд                  |
| 1992 | ф | Назад до СРСР                       | Back in the U.S.S.R.       | Арчер                    |
| 1992 | ф | Нічний відбій                       | A Midnight Clear           | Пол Манді                |
| 1992 | ф | Гоффа                               | Hoffa                      | далекобійник             |
| 1993 | ф | Свінгери                            | Swing Kids                 | Арвід                    |
| 1994 | ф | Кримінальне чтиво                   | Pulp Fiction               | Бретт                    |
| 1994 | в |                                     | The Desperate Trail        | Волтер Купер             |
| 1994 | ф | Серед акул                          | Swimming with Sharks       | Ґай                      |
| 1994 | ф | Коефіцієнт інтелекту                | I.Q.                       | Френк                    |
| 1995 | ф | Кафе «Суспільство»                  | Cafe Society               | Міккі Джелке             |
| 1996 | ф | Зламана стріла                      | Broken Arrow               | Джайлз Прентіс           |
| 1996 | ф | Переможець                          | The Winner                 | Джої                     |
| 1997 | ф | Провал у часі                       | Retroactive                | Брайан                   |
| 1998 | ф | Новорічна історія                   | Curtain Call               | Бретт Конвей             |
| 1999 | ф | Король Джо                          | Joe the King               | Боб                      |
| 2001 | ф | Шоу Джиммі                          | The Jimmy Show             | Джиммі О'Браєн           |
| 2001 | ф | Стіни Челсі                         | Chelsea Walls              | Лінні Барнум             |
| 2002 | ф | Червоний Дракон                     | Red Dragon                 | Ральф Менді              |
| 2003 | ф | Школа року                          | The School of Rock         | директор Battle of Bands |
| 2006 | ф | Всесвітній торговий центр           | World Trade Center         | фельдшер Чак Серейка     |
| 2006 | ф | Найспекотніший штат                 | The Hottest State          | Гарріс                   |
| 2006 | ф | Божевільні вісімки                  | Crazy Eights               | Брент Сайкс              |
| 2006 | ф | Нью-Йоркська серенада               | New York City Serenade     | Лес                      |
| 2007 | ф | Вакансія на жертву                  | Vacancy                    | Мейсон                   |
| 2014 | ф | Гангста Love                        | Rob the Mob                | агент Френк Герд         |
| 2016 | ф | Автомонстри                         | Monster Trucks             | Вейд Колі                |
| 2016 | ф |                                     | Cold Moon                  | шериф Тед Хейл           |
| 2017 | ф |                                     | The Outcasts               | Герб                     |
| 2017 | ф | Проти ночі                          | Against the Night          | детектив Рамзі           |
| 2018 | ф |                                     | Warning Shot               | Девід                    |
| 2019 | ф | Стриптизерки                        | Hustlers                   | Різ                      |
| 2019 | ф |                                     | Wish Man                   | офіцер Том Веллс         |
| 2019 | ф |                                     | The Shed                   | Бейн                     |
| 2023 | ф |                                     | Death on the Border        | детектив Джон Ватсон     |
| 2024 | ф |                                     | Saint Clare                | листоноша Боб            |

### Телебачення
| Рік       |    | Українська назва                    | Оригінальна назва                       | Роль                                                 |
| --------- | -- | ----------------------------------- | --------------------------------------- | ---------------------------------------------------- |
| 1987      | с  |                                     | Spenser: For Hire                       | Томмі (Епізод: "The Road Back")                      |
| 1987      | с  |                                     | CBS Schoolbreak Special                 | Скотт Макнікол (Епізод: "Soldier Boys")              |
| 1987      | с  |                                     | ABC Afterschool Special                 | Джефф Діллон (Епізод: "Seasonal Differences")        |
| 1988      | с  | Праведник                           | The Equalizer                           | Пресс (Епізод: "The Child Broker")                   |
| 1993      | тф |                                     | Fatal Deception: Mrs. Lee Harvey Oswald | Лі Гарві Освальд                                     |
| 1995      | с  | За межею можливого                  | The Outer Limits                        | Генрі Маршалл (Епізод: "The Conversion")             |
| 1997      | с  | Пістолет мерця                      | Dead Man's Gun                          | Коул (Епізод: "My Brother's Keeper")                 |
| 1998—2000 | с  |                                     | Buddy Faro                              | Боб Джонс (13 епізодів)                              |
| 2002      | с  | Закон і порядок                     | Law & Order                             | Джон Макдауелл (Епізод: "Access Nation")             |
| 2002      | с  | Сутінкова зона                      | The Twilight Zone                       | Мартін Донор (Епізод: "Future Trade")                |
| 2003—2004 | с  | Мертва зона                         | The Dead Zone                           | Крістофер Вей (7 епізодів)                           |
| 2004      | с  | Закон і порядок: Злочинні наміри    | Law & Order: Criminal Intent            | Мітч Ґодел (Епізод: "Eosphoros")                     |
| 2004      | с  | NCIS: Полювання на вбивць           | NCIS                                    | Джеффрі Вайт (Епізод: "Chained")                     |
| 2005      | с  | Угамуй свій запал                   | Curb Your Enthusiasm                    | Пітер Хаген (Епізод: "Lewis Needs a Kidney")         |
| 2006      | с  | Ясновидець                          | Psych                                   | Роберт Данн (Епізод: "Who Ya Gonna Call?")           |
| 2007      | с  | Юристи Бостона                      | Boston Legal                            | Френкі Кокс (Епізод: "Brotherly Love")               |
| 2007      | с  | Доктор Хаус                         | House M.D.                              | Роберт Елліот (Епізод: "Mirror Mirror")              |
| 2008      | с  | Закон і порядок: Спеціальний корпус | Law & Order: Special Victims Unit       | командувач ВМС Грант Маркус (Епізод: "PTSD")         |
| 2009      | с  | CSI: Місце злочину                  | CSI: Crime Scene Investigation          | Майлз (Епізод: "Disarmed and Dangerous")             |
| 2010      | с  | Чорна мітка                         | Burn Notice                             | Джош Вагнер (Епізод: "Breach of Faith")              |
| 2010      | с  | Медіум                              | Medium                                  | Гейб Хеллінг (Епізод: "Means and Ends")              |
| 2012      | с  | Алькатрас                           | Alcatraz                                | офіцер Донован (Епізод: "The Ames Brothers")         |
| 2012—2013 | с  | Блакитна кров                       | Blue Bloods                             | Гері Геллер (2 епізоди)                              |
| 2013      | с  | Рей Донован                         | Ray Donovan                             | агент ФБР Ван Міллер (7 епізодів)                    |
| 2014      | с  | Чорний список                       | The Blacklist                           | Карл Гоффман (Епізод: "The Good Samaritan")          |
| 2014      | с  | Ґотем                               | Gotham                                  | Дуг (Епізод: "Selina Kyle")                          |
| 2015      | с  | Під куполом                         | Under the Dome                          | доктор Марстон (3 епізоди)                           |
| 2016      | с  | Незабутнє                           | Unforgettable                           | Джим Гаррет (Епізод: "We Can Be Heroes")             |
| 2016      | с  |                                     | Madoff                                  | Гаррі Маркополос (4 епізоди)                         |
| 2016      | с  | Медики Чикаго                       | Chicago Med                             | Чак Глісон (Епізод: "Withdrawal")                    |
| 2016—2018 | с  | Люк Кейдж                           | Marvel's Luke Cage                      | детектив Рафаель Скарф (7 епізодів)                  |
| 2016      | с  | Елементарно                         | Elementary                              | Вінстон Утц (Епізод: "To Catch a Predator Predator") |
| 2016      | с  | Розлучення                          | Divorce                                 | Карсон Ходжес (Епізод: "Gustav")                     |
| 2016      | с  | Імперія                             | Empire                                  | Едісон Круз (Епізод: "A Furnace for Your Foe")       |
| 2017      | с  | Макгайвер                           | MacGyver                                | Дуглас Бішоп (Епізод: "Fish Scaler")                 |
| 2017      | с  | Булл                                | Bull                                    | Макс Хайленд (Епізод: "Free Fall")                   |
| 2018      | с  |                                     | Gone                                    | Тед (Епізод: "Secuestrado")                          |
| 2018      | с  |                                     | Sneaky Pete                             | Двейн Хардінг (Епізод: "Inside Out")                 |
| 2018      | с  |                                     | Deception                               | Чарльз Квейд (Епізод: "The Unseen Hand")             |
| 2019      | с  | Джек Раян                           | Jack Ryan                               | Карл Естес (Епізод: "Cargo")                         |
| 2020      | с  | Допит                               | Interrogation                           | детектив Джеймс Коннор (6 епізодів)                  |
| 2020      | с  | Булл                                | Bull                                    | Рей Пітерман (Епізод: "Off the Rails")               |

### Режисер
- Король Джо[en] / Joe the King (1999)
- Шоу Джиммі[en] / The Jimmy Show (2001)
- Нью-Йоркська серенада[en] / New York City Serenade (2007)
- Як неділя, так дощ[en] / Like Sunday, Like Rain (2014)